# Station Balloch
Balloch is een station van National Rail in West Dunbartonshire in Schotland. Het station is eigendom van Network Rail en wordt beheerd door ScotRail. 